# Lehnjak
Lehnjak je biokemična sedimentna kamnina, ki nastane, ko voda, ki vsebuje kalcijev karbonat teče čez organske ostanke (liste, veje, tudi skelete živali) in se na njih izloča ter jih na ta način obda (inkrustira). Je močno porozna, lahka in luknjičava kamnina. 
Lehnjak je navadno svetlo rumenorjave barve in ima lepo ohranjeno strukturo okamnelih organskih delcev, ki jo primesi železovih spojin obarvajo rjavkasto. 
Lehnjak je lahko krušljiv in enostaven za obdelovanje. V sodobnem času je postal cenjena surovina v industriji naravnega kamna. Iz blokov in manjših kosov žagajo plošče za oblogo zunanjih sten in druge fasadne elemente (nenosilni oboki, stebrički, police), iz njega pa izdelujejo tudi okrasne predmete. Je ena redkih kamnin, ki plavajo na vodi.

## Nastanek lehnjaka
Nastanek lehnjaka pogojujejo fizikalno kemijski in /ali biološki vzroki. Vzroka anorganskega izločanja karbonata sta sprememba temperature in znižanje parcialnega tlaka CO2 v vodi (uhajanje CO2). Podzemna voda, ki vsebuje ogljikov dioksid se na svoji poti obogati z raztopljenim apnencem (CaCO3) in v kraških izvirih, pri katerih pride voda v stik z atmosfero se CO2 sprosti. Biološki vzrok za nastanek je presnova vodnih rastlin, ki porabljajo CO2 za fotosintezo, kar zmanjša njegov parcialni tlak in povzroča njegovo izločanje. 
Kadar se karbonat izloča v manj poroznih ritmičnih ponavljanjih, nastaja gostejši in trdnejši travertin.

## Nahajališča v Sloveniji
V Sloveniji je lehnjak značilna kamnina rek Krke, Kolpe in drugih, kjer tvori tudi manjša slapišča in predvsem pragove. Lehnjak je na slapovih Kobilji curek pri Robu in Nežici pri Kostelu ter v izvirih na Berju pri Bledu. 
Večje nahajališče te kamnine je v dolini Komatevre na Jezerskem v dolini Kokre, kjer je tudi kamnolom v Kamniško-Savinjskih Alpah.
Leta 2004 je bilo območje kamnoloma in nastajajočega recentnega lehnjakovega pobočja z izvirom glede na Zakon o ohranjanju narave iz leta 1999 in Pravilnik o določitvi in varstvu naravnih vrednot (2004) preimenovano iz geološke dediščine v naravno vrednoto in uvrščeno med geološke naravne vrednote državnega pomena (ID1247). Je tudi druga točka Slovenske geološke poti.

## Pojavljanje po svetu
Lehnjak je pogosta v mnogih delih sveta. Nekatere pomembne lokacije so:
- Jezero Piramida, Nevada, ZDA – lehnjakotvorno
- Jezero Mono, Kalifornija, ZDA – lehnjakovi stebri
- Trona Pinnacles, Kalifornija, ZDA – lehnjakovi stebri
- Matlock Bath, Derbyshire, Združeno kraljestvo
- Plitvička jezera, Hrvaška
- Različni kraji v Armeniji, kot je Ashtarak
- Jugozahodna obala Zahodne Avstralije
- Blizu Groot Marico v Provinci Severozahod, Južna Afrika
- Kadishi Tufa, kanjon reke Blyde, Provinca Mpumalanga, Južna Afrika

Nekateri viri kažejo, da je bil lehnjak uporabljen kot primarni gradbeni material pri večini graščin v dolini Loare v Franciji. To je posledica napačnega prevoda izraza tuffeau janube in tuffeau blanc, ki sta porozni obliki v morskega apnenca iz obdobja pozne krede znani kot kreda. 